# Calçados Bebecê
A Bebecê é uma marca brasileira de calçados femininos fundada em setembro de 1985, na cidade de Três Coroas, RS, Brasil. A empresa possui mais de 1.200 funcionários diretos e 2.000 indiretos e produz diariamente cerca de 22.000 pares de calçados , totalizando 5 milhões de pares por ano.

## História
Em 2005 conquistou o prêmio Industrial do Ano.
Em 2006 foi eleita Fábrica Modelo pela Couromoda.
Em 2013 recebeu o certificado da Fundação Abrinq – Pelos Diretos da Criança e do Adolescente pelo apoio ao Programa Empresa Amiga da Criança.
A partir de 2012, a empresa passou a exporta para o Oriente Médio, a partir dos Emirados Árabes.
No ano de 2016, já vendia para 20 países e estimava vender 190 mil pares no ano. Ainda naquele ano, aumentou em 140% suas vendas na Região Nordeste do Brasil.
Em 2017 foi premiada pelo uso de energia sustentável (Programa Perfil Sustentável: Energia + Limpa), realizado por auditoria independente, de acordo as normas ABNT NBR ISSO 14064:2007.
Em 2019 recebeu o Selo Empresa Verde, concedido pelo Sindicato da Indústria de Calçados e Componentes para Calçados de Três Coroas (SICTC) e o outro é o Selo Prata direto do Programa da Associação Brasileira do Varejo Têxtil (ABVTEX).
Em 2019 foi patrocinadora oficial da transmissão do Rock in Rio e o calçado oficial do evento.

## Logotipos

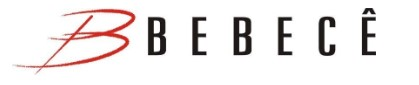
Logotipo 1985

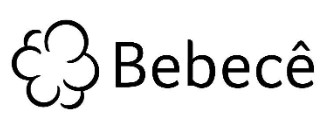
Logotipo 2011

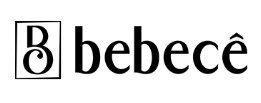
Logotipo 2019

## Ligações Externas
- Site Oficial